# Erquelinnes
Erquelinnes (en való Erkelene) és un municipi belga de la província d'Hainaut a la regió valona. Està compost per les seccions de Bersillies-l'Abbaye, Erquelinnes, Grand-Reng, Hantes-Wihéries, Montignies-Saint-Christophe i Solre-sur-Sambre. Està regat pel Sambre i l'Hantes.

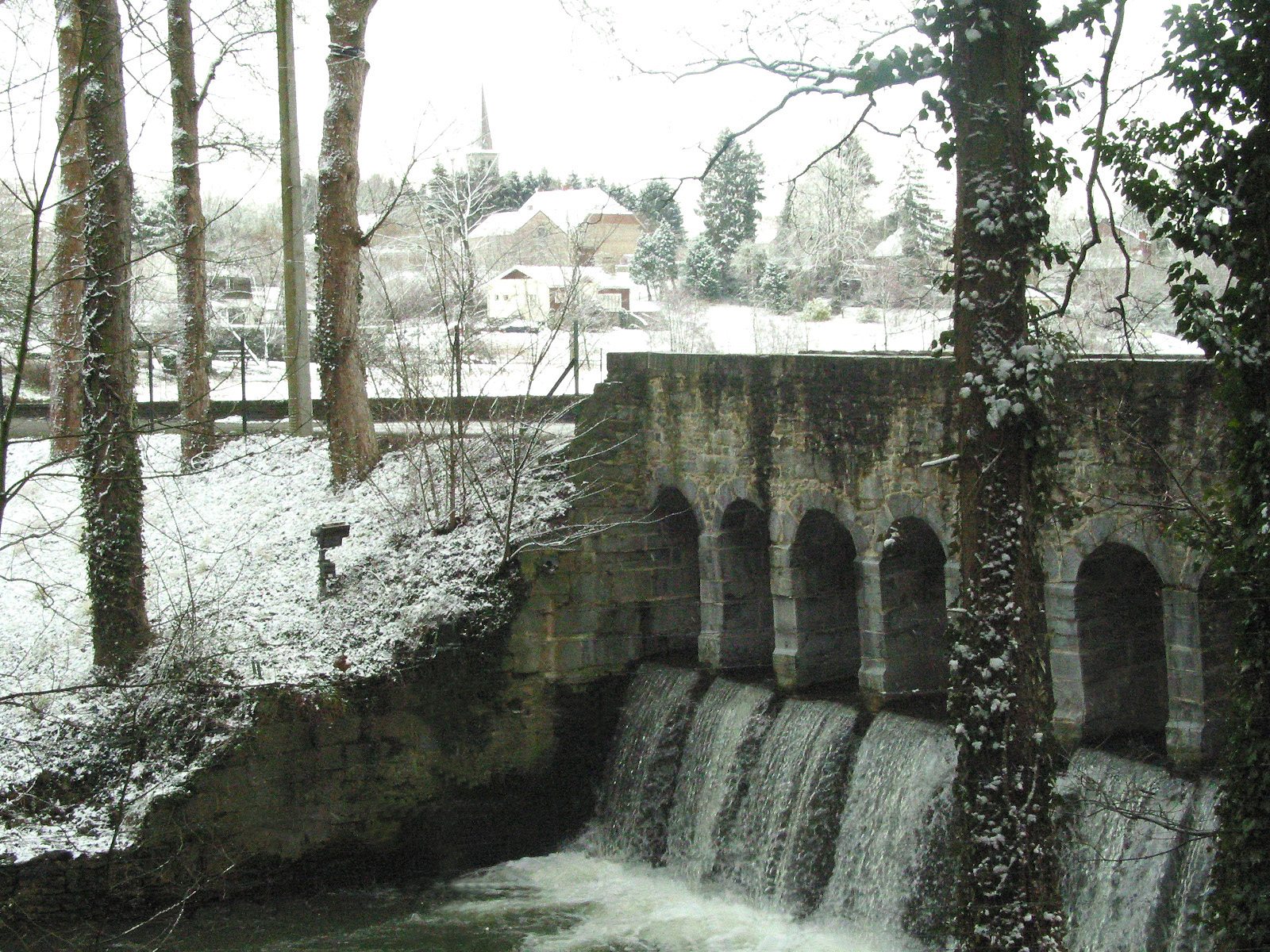
Presa a l'Hantes al pont de Montignies-Saint-Christophe

## Agermanament
- Żelazków
- Jeumont